# Verena Kämmerling
Verena Kämmerling (* 25. April 1981 in Bocholt) ist eine deutsche Politikerin (CDU). Sie ist seit 2022 Abgeordnete des Niedersächsischen Landtags.

## Leben
Nach dem Abitur 2000 absolvierte Kämmerling eine Ausbildung zur landwirtschaftlich-technischen Assistentin. Sie zog 2003 nach Osnabrück und nahm ein Studium der Agrarwissenschaften an der Hochschule Osnabrück auf, das sie 2007 als Diplom-Agraringenieurin (FH) abschloss. Im Anschluss folgte ein Volontariat beim Fachmagazin top agrar (Landwirtschaftsverlag Münster). Von 2009 bis 2011 war sie als Referentin beim Deutschen Bauernverband in Berlin tätig, von 2011 bis zu ihrer Wahl in den Landtag als Referentin beim Westfälisch-Lippischen Landwirtschaftsverband in Münster.
Verena Kämmerling ist seit 2018 verwitwet.

## Politik
Kämmerling trat 2012 in die CDU ein. Sie ist Mitglied des Osnabrücker Stadtrates und dort seit 2016 umweltpolitische Sprecherin der CDU-Fraktion. Seit 2021 ist sie zudem stellvertretende Vorsitzende der Stadtratsfraktion. 
2020 wurde sie zur Kreisvorsitzenden der CDU Osnabrück gewählt. Kämmerling gehört dem Bezirksvorstand des CDU-Bezirksverbands Osnabrück-Emsland an, seit 2022 ist sie Bezirksschatzmeisterin. Im Januar 2023 wurde sie in das Präsidium der CDU in Niedersachsen gewählt und gehört damit auch dem Landesvorstand an.
Bei der Landtagswahl in Niedersachsen 2022 kandidierte Kämmerling für das Direktmandat im Wahlkreis 77 (Osnabrück-Ost). Sie belegte im Wahlkreis mit 25,6 % der Erststimmen den dritten Platz und zog auf Platz 10 der Landesliste der CDU in den Landtag ein. In der CDU-Landtagsfraktion nimmt sie kommissarisch die Funktion als umweltpolitische Sprecherin wahr. Damit ist sie auch Mitglied des Fraktionsvorstandes. Zudem ist sie Sprecherin für Verbraucherschutz.